# 富山市立八尾小学校
富山市立八尾小学校（とやましりつ やつおしょうがっこう）は富山県富山市にある公立小学校。

## 沿革
個別に出典が提示されていない箇所の出典→
- 1873年（明治6年）4月25日 - 聞名寺の堂宇を借りて潤身小学校を創立。通学区域を八尾全域（現天満町を除く）とした。
- 1874年（明治7年）12月 - 茗ヶ原村に分校を設置。本校に夜学校を併置。
- 1880年（明治13年）2月17日 - 上新町の戸長役場管轄区域を本校から分離し、上新町蟹沢通り見付に郁文小学校を新設（上新町、諏訪町、西新町、東新町を通学区域とする）。
- 1887年（明治20年）3月31日 - 潤身小学校、郁文小学校の両校を廃止し、同年4月1日今町に龍蟠尋常高等小学校（校舎は旧潤身小学校を使用）、上新町に八尾簡易小学校（校舎は旧郁文小学校を使用）、川窪新町に簡易小学校を設置。
- 1889年（明治22年）3月 - 龍蟠尋常高等小学校が校舎を新築し移転。
- 1891年（明治24年）7月21日 - 川窪新町の簡易小学校を廃止し、龍蟠、八尾簡易両校に併合。
- 1892年（明治25年）9月30日 - 龍蟠、八尾簡易の両校を廃止し、元龍蟠尋常高等小学校校舎を襲用して八尾尋常高等小学校を新設。通学区域を旧八尾町一円とした。
- 1906年（明治39年）1月 - 校舎一部増築。
- 1914年（大正3年）3月30日 - 卯花村字中山に校舎を新築。
- 1938年（昭和13年）4月 - 屋内体操場兼講堂、特別教室始め付属建物など増改築。
- 1941年（昭和16年）
  - 3月4日 - 午前6時20分頃、職員室から出火し校舎全焼（八尾町立八尾実科高等女学校〔現・富山県立八尾高等学校〕の校舎も類焼[3]）。仮校舎として県立養蚕試験場、同蚕業取締所八尾支所、郡乾繭共同利用組合、生糸共同施設等をはじめ、八尾託児所などの建物を受けて授業を行った。
  - 4月 - 八尾国民学校と改称。
  - 7月 - 校舎建設工事に着手。
- 1942年（昭和17年）6月27日 - 新校舎完成（2階建総坪数1,577坪4合2勺、講堂坪数120坪、総工費39万0739円81銭）。
- 1947年（昭和22年）4月 - 八尾小学校となる。
- 1962年（昭和37年）6月 - 八尾町理科教育センター併置。
- 1977年（昭和52年）7月23日 - 小学校内に八尾町初のナイター施設完成[4]。
- 1991年（平成3年）9月 - 校舎および体育館の改築工事に着手[5]。
- 1994年（平成6年）12月15日 - 校舎および体育館の改築工事の竣工式（校舎は鉄筋コンクリート造3階建て延床面積7921m2、屋根は瓦葺き、外観は八尾の街の景観に合ったものとなっている）[5]。

## 進学先
- 富山市立八尾中学校

## 通学区域
八尾町東町、八尾町西町、八尾町鏡町、八尾町上新町、八尾町諏訪町、八尾町西新町、八尾町東新町、八尾町今町、八尾町下新町、八尾町天満町、八尾町妙川寺の一部、八尾町福島元村、八尾町福島上野、八尾町福島上野市営住宅、八尾町八尾園、八尾町福島第一～第四、八尾町保内二丁目、八尾町上井田新、八尾町下笹原、八尾町掛畑、八尾町上黒瀬、八尾町小原滝脇、八尾町桐谷、八尾町小井波、八尾町上笹原、八尾町茗ケ原、八尾町角間、八尾町梅苑町、八尾町高熊元村、八尾町高熊落合、八尾町高熊団地、八尾町谷橋、八尾町中、八尾町河西、八尾町西玉、八尾町河筋、八尾町坂尾、八尾町中筋、八尾町河東、八尾町足谷、八尾町小長谷台地、小長谷元村の一部、八尾町神明、八尾町北玉、八尾町三和、八尾町乗峯、八尾町青根、八尾町西川倉、八尾町東川倉、八尾町東布谷、八尾町布谷、八尾町赤石、八尾町松瀬、八尾町野積園、八尾町のりみね苑、八尾町大下、八尾町下仁歩、八尾町中仁歩、八尾町上仁歩、八尾町入谷、八尾町平沢、八尾町三ツ松、八尾町倉ケ谷、八尾町正間、八尾町大玉生、八尾町尾畑、八尾町武道原、八尾町清花、八尾町栃折、八尾町中栗、八尾町上牧、八尾町島地、八尾町内名、八尾町西高田、八尾町新東、八尾町庵杉

## 周辺
- 富山県道225号上笹原東町線